# Sternotherus depressus
La tortuga de almizcle aplanada (Sternotherus depressus) es una especie de tortuga de la familia Kinosternidae endémica de Alabama (Estados Unidos).

## Distribución geográfica
Se encuentra sólo en el norte de Alabama. 

## Descripción
Estas pequeñas tortugas miden 7,5-10 cm (3-4 pulgadas) de largo. Tanto el nombre común como el nombre científico se refieren al hecho de que su caparazón es mucho menor y más plano que los otros miembros del género Sternotherus. De hecho parece como si alguien haya pisado accidentalmente sobre ellas. 

## En cautividad
Los individuos de esta especie han sobrevivido más de 20 años en cautividad.